# Cima Presanella
Cima Presanella – szczyt w grupie górskiej Alpi dell’Adamello e della Presanella. Leży w północnych Włoszech, w prowincji Trydent. Pomiary sprzed kilku lat wskazywały, że Adamello i Cima Presanella są jednakowej wysokości (3558 m). W 1997 r. podawano podobną wysokość dla szczytu Presanella, ale dla Adamello tylko 3539 m. Obecnie Presanella uważana jest za najwyższy szczyt grupy.
Cima Presanella jest skalną piramidą zbudowaną z jasnego, gruboziarnistego tonalitu z domieszką kryształów hornblendy.
Północna ściana o wysokości 650 m pokryta jest śniegiem i lodowcem, wschodnie zbocza mają ok. 500 m wysokości i są skaliste. Południowe zbocza przykryte są lodowcem Nambrone. Na zachodzie od szczytu prowadzi grzbiet sięgający podgrupy Adamello. Normalna droga prowadzi od strony południowej. Do pokonania jest bardzo duża różnica wysokości, aż 2600 m. Jeszcze dwie inne drogi mają status normalnych: północna (przez lodowiec) oraz z południowego wschodu.
Pierwsze odnotowane wejście na szczyt miało miejsce w 1859, a 25 sierpnia 1864 r. pierwszymi znanymi z nazwisk zdobywcami zostali: François Devouassoud, Bortolo Delpero, Melville Beachcroft, James D. Walker i Douglas William Freshfield.